# Черезане-Курануова (Бјела)
Черезане-Курануова (итал. Ceresane-Curanuova) је насеље у Италији у округу Бијела, региону Пијемонт.
Према процени из 2011. у насељу је живело 3023 становника. Насеље се налази на надморској висини од 329 м.